# 邻位定向金属化反应
邻位定向金属化反应(DoM)是基于芳香族亲电取代反应的一种变化反应：亲电试剂通过芳基锂化合物中间体，仅与定向金属化基团或称DMG的邻位发生取代。 DMG与锂通过一个杂原子相互作用，常见的DMG，如：甲氧基，季胺基及酰胺基团。

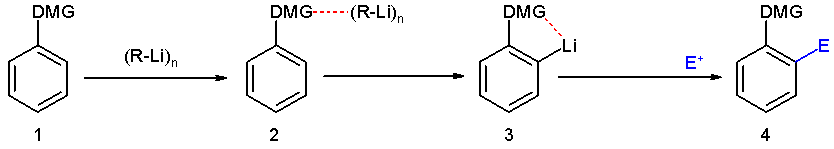
反应式1，定向邻位金属化

“反应式1”概括了总反应机理：由于DMG基团上的杂原子属于路易斯碱，而锂属于路易斯酸，因此带有DMG基团的芳香环1与烷基锂试剂，如正丁基锂的特定聚合态((R-Li)n)发生反应并形成中间态2。极强碱性的烷基锂而后将芳环的邻位去质子化并形成芳基锂3，在此其间仍有酸－碱平衡存在。亲电试剂在下一步发生芳香族亲电取代反应，并极其倾向于锂原子的本位被亲电试剂所取代。 
普通带有活化基团的亲电取代反应倾向于邻位、对位两个取代位点，而定向邻位金属化反应则提高了反应的区域选择性，使只有邻位取代成为可能。

反应式2，DoM反应一览

该反应类型于20世纪40年代被化学家Henry Gilman 与格奥尔格·维蒂希 分别独立发现。

## 展望

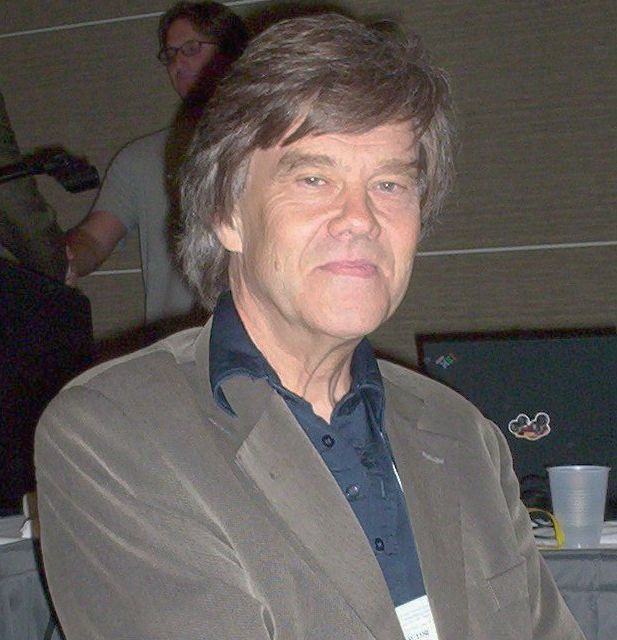
Victor Snieckuszhil,当今致力于研究邻位锂化反应的科学家之一

在反应式3中，DOM已被用于合成光学纯苄胺。 快要形成锂中间体时，在亚胺亲电试剂上的大位阻对甲苯磺酰基使之发生了不对称诱导。

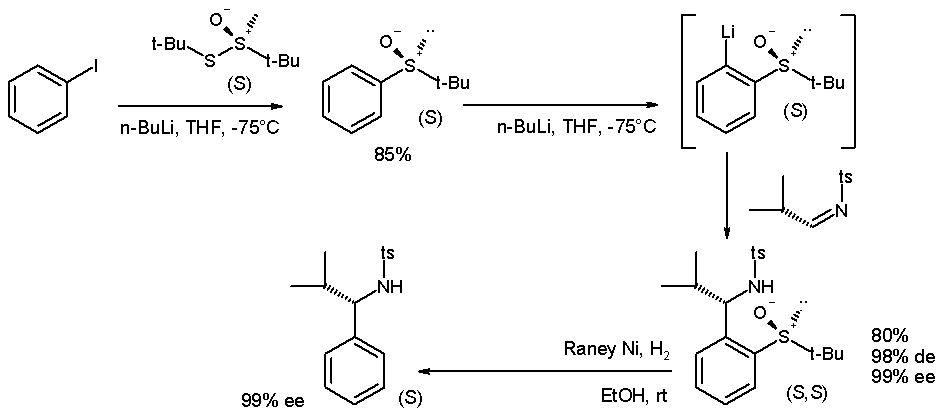
反应式3，DOM应用参考文献

另外一种应用中，DOM用于将大位阻的叔丁基在邻位上(反应式4)。锂化过程为芳香族亲核取代反应，继而发生亚砜的芳香族亲电取代反应。最后一步是叔丁基锂作为亲核试剂通过负离子中间体发生又一次芳香亲核取代反应。

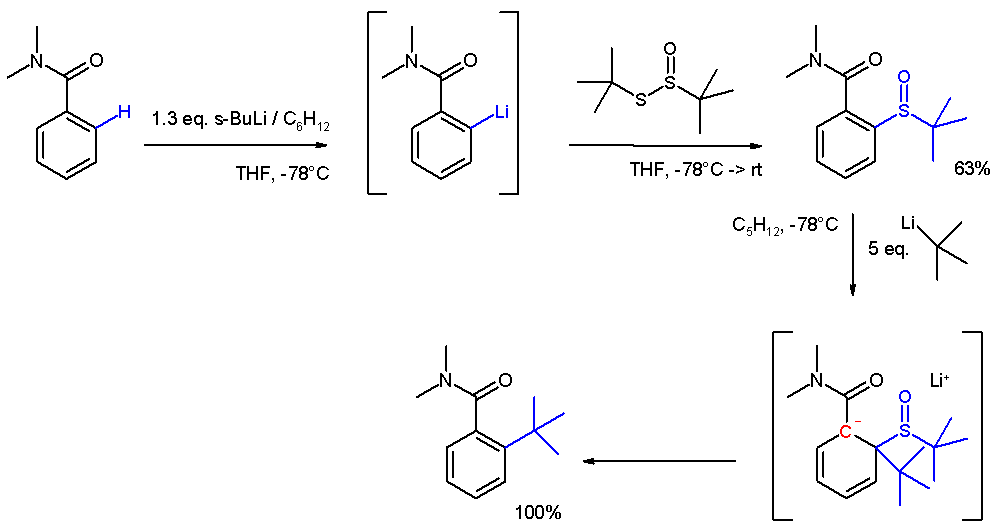
反应式4，DOM应用

DoM还被应用于一锅合成中与铃木反应混合使用。

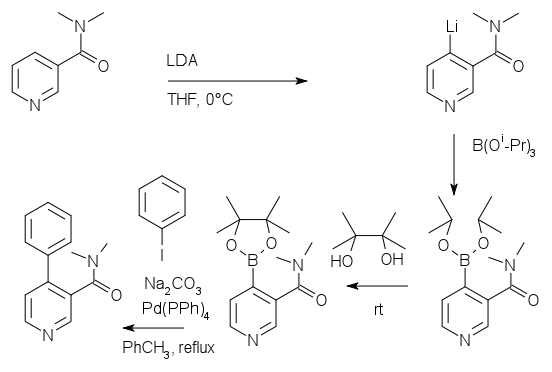
吡啶衍生物的定向邻位金属－硼酸化以及Suzuki-Miyaura交叉偶联反应

## 相关反应
定向金属化反应不仅仅局限于锂化合物中间体或邻位选择性。在另一项研究中，发现了N,N-二甲基苯胺与TMEDA络合物，TMP钠盐与二叔丁基锌的反应产物是一种间位取代的锌络合物，这是由于该取代位是一种稳定的晶形化合物。这种络合物与亲电性的碘反应得到N,N-二甲基-3-碘苯胺：

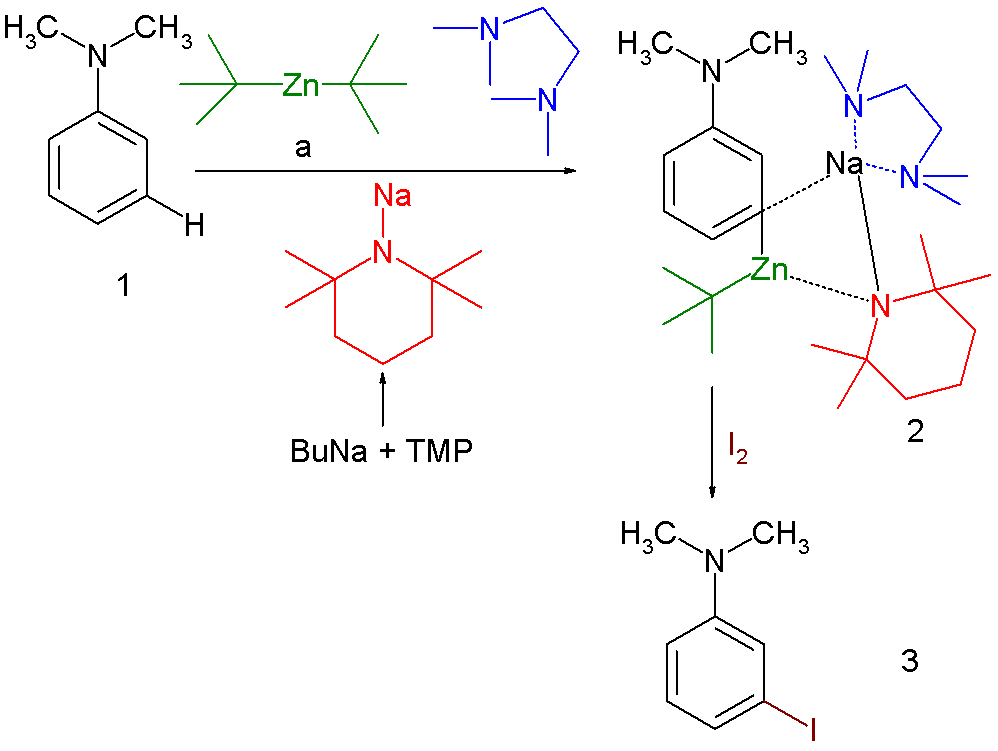
定向邻位金属化